# سفرهای یک آلمانی در انگلستان در ۱۷۸۲
سفرهای یک آلمانی در انگلستان در ۱۷۸۲ (عنوان آلمانی: Reisen eines Deutschen in England im Jahre 1782) خاطرات سفری از نویسنده آلمانی کارل فیلیپ موریتز است. موریتز یک محقق جوان و انگلیس‌دوست بود که برای اولین بار به انگلستان سفر کرد. سفر او تقریباً دو ماه در ژوئن و ژوئیه ۱۷۸۲بود و از لندن آغاز شد و در آنجا مناظر معروف را دید، در تئاتر شرکت کرد و جلسات پارلمان بریتانیا را تماشا کرد. سپس با پای پیاده راهی ریچموند شد و در آکسفورد، دربی، لستر، پیک کاورن و نورث همپتون توقف کرد و سپس به لندن بازگشت. این کتاب به صورت مجموعه‌ای از نامه‌ها به دوست موریتز در خانه نوشته شده‌است و در دو قسمت مساوی است، اولی در لندن، دومی در حال قدم زدن است.
چاپ اول در سال ۱۷۸۳ در آلمان با ویرایش دوم بهبود یافته در سال ۱۷۸۵ منتشر شد. در سال ۱۷۹۵ ترجمه انگلیسی نسخه دوم با عنوان سفرها، عمدتاً با پای پیاده، در چندین بخش از انگلستان در سال ۱۷۸۲، که در نامه‌هایی به یک دوست شرح داده شده‌است، منتشر شد که حاوی خطاهای زیادی بود و به دختر چارلز گادفری وید (۱۷۹۰–۱۷۲۵) نسبت داده شد که خود در فصل ۵ «اطلاعات و سرگرمی» شرح داده شده‌است. علی‌رغم ایراداتش، ترجمه استاندارد قرن ۱۹م و اوایل قرن ۲۰م شد. ترجمه جدیدی در سال ۱۹۶۵توسط رجینالد نتل منتشر شد و اکنون نسخه استاندارد انگلیسی است. این کتاب توسط الاند با عنوان سفرهای یک آلمانی در انگلستان: تور پیاده‌روی انگلستان در سال ۱۷۸۲ (۱۹۸۳، نسخه جدید ۲۰۰۹) بازنشر شد.
در تصمیم‌گیری برای تکمیل سفر خود با پای پیاده، موریتز با برخورد بدی مواجه شد. قوانین حصارکشی، دهقانان انگلستان را مجبور کرده بود که کارمند مالکان زمین شوند و کسانی که نمی‌توانستند شغلی پیدا کنند به «فقیر سرگردان» تبدیل شدند - بنابراین هرکسی که در حال قدم زدن در جاده‌ها دیده می‌شد به عنوان یک گدا یا یک دزد شناسایی می‌شد. به همین دلیل، موریتز در یافتن اتاق و غذا با مشکلات فراوانی روبرو شد و فقط به دلیل ورود به شهرها با پای پیاده، از برخی از روستاها بیرون می‌شد.